# 曲家店站
曲家店站是位于辽宁省昌图县曲家乡的一个铁路车站，邮政编码112516。车站建于1929年，有平齐铁路经过该站，现办理客货运业务，车站及其上下行区间均未电气化。车站距离四平站39公里，隶属哈尔滨铁路局，是四等站。